# L'Esclave du gang
Pour plus de détails, voir Fiche technique et Distribution.
L'Esclave du gang (titre original : The Damned Don't Cry) est un film américain réalisé par Vincent Sherman, sorti en 1950.

## Synopsis
Ethel est une femme mariée malheureuse en ménage. Après la mort accidentelle de son jeune fils, elle quitte son mari et ses parents pour une grande ville. Se faisant passer pour une célibataire, elle séduit un expert-comptable honnête et le poussera à tenir la comptabilité d'une organisation mafieuse. Son ambition sans limites la conduira dans une situation inextricable car elle sera en même temps reine et victime dans le milieu qu'elle a choisi.

## Fiche technique
- Titre : L'Esclave du gang
- Titre original : The Damned Don't Cry
- Réalisation : Vincent Sherman
- Scénario : Harold Medford et Jerome Weidman d'après une histoire "Case History" de Gertrude Walker
- Photographie : Ted McCord
- Cadreur : Ellsworth Fredericks (non crédité)
- Montage : Rudi Fehr
- Musique : Daniele Amfitheatrof et Max Steiner
- Direction artistique : Robert M. Haas
- Décors : William L. Kuehl
- Costumes : Sheila O'Brien
- Producteur : Jerry Wald
- Société de production : Warner Bros. Pictures
- Société de distribution : Warner Bros. Pictures
- Pays d'origine : États-Unis
- Langue : anglais
- Format : Noir et blanc — 35 mm — 1,37:1 — Son : Mono (RCA Sound System)
- Genre : Film dramatique, Film policier, Film noir
- Durée : 103 minutes (1 h 43)
- Date de sortie : 
  - États-Unis 7 mai 1950
  - France 18 avril 1951
- Affiche : Boris Grinsson (France)

## Distribution
- Joan Crawford  (VF : Marie Francey) : Ethel (Estelle en VF) Whitehead / Lorna Hansen Forbes
- David Brian  (VF : Claude Peran) : George Castleman / Joe Cavany
- Steve Cochran (VF : Roger Rudel)  : Nick Prenta
- Kent Smith  (VF : Robert Dalban) : Martin Blackford
- Hugh Sanders (VF : Albert Montigny) : Grady
- Selena Royle (VF : Jacqueline Morane) : Patricia Longworth
- Jacqueline deWit : Sandra
- Morris Ankrum (VF : Henry Valbel) : Jim (Jean en VF) Whitehead
- Edith Evanson : Mme Castleman
- Richard Egan (VF : Claude Bertrand) : Roy (René en VF) Whitehead
- Rory Mallinson : Johnny Enders
- Herb Vigran (VF : Raymond Rognoni) : Vito Maggio
- Don Forbes (VF : Jean-Henri Chambois) : le speaker à la radio
- Charles Jordan (VF : Georges Hubert) : le rédacteur en chef
- Duke Watson (VF : Alfred Argus) : Burke, le quincailler
- Kathryn Card (VF : Mona Dol) : Mrs Sullivan
- Jamesson Shade (VF : Pierre Morin) : le shérif
- Eddie Marr (VF : Pierre Leproux) : Walter (William en VF) Talbot
- Ralph Sanford (VF : Jean Brochard) : Norman Riley
- Hugh Murray (VF : Paul Forget) : Alfred, le domestique